# Старина (Ленинградская область)
Старина — деревня в Большедворском сельском поселении Бокситогорского района Ленинградской области.

## История
СТАРИНА — деревня Труфановского общества, прихода Озерского погоста. 

Крестьянских дворов — 20. Строений — 21, в том числе жилых — 15. Жители занимаются рубкой, возкой и сплавом леса.

Число жителей по семейным спискам 1879 г.: 42 м. п., 55 ж. п.; по приходским сведениям 1879 г.: 45 м. п., 59 ж. п.

В конце XIX века — начале XX века деревня административно относилась к Деревской волости 5-го земского участка 3-го стана Тихвинского уезда Новгородской губернии.
В начале XX века близ деревни находился жальник.

СТАРИНА — деревня Труфановского общества, дворов — 24, жилых домов — 30, число жителей: 57 м. п., 71 ж. п.
 
Занятия жителей — земледелие, отхожие промыслы. Колодец. (1910 год)

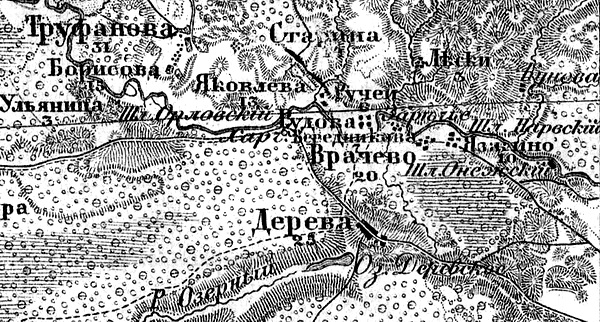
Деревня Старина на карте 1913 года

Согласно карте Новгородской губернии 1913 года, деревня Старина насчитывала 4 крестьянских двора.
С 1917 по 1918 год деревня входила в состав Деревской волости Тихвинского уезда Новгородской губернии.
С 1918 года, в составе Череповецкой губернии.
С 1924 года, в составе Пикалёвской волости.
С 1927 года, в составе Труфановского сельсовета Пикалёвского района.
В 1928 году население деревни составляло 132 человека.
С 1932 года, в составе Ефимовского района.
По данным 1933 года деревня Старина входила в состав Труфановского сельсовета Ефимовского района.
С 1938 года, в составе Тихвинского района.
С 1952 года, в составе Бокситогорского района.
С 1963 года, вновь составе Тихвинского района.
С 1965 года вновь в составе Бокситогорского района. В 1965 году население деревни составляло 28 человек.
По данным 1966 и 1973 годов деревня Старина также входила в состав Труфановского сельсовета Бокситогорского района.
По данным 1990 года деревня Старина входила в состав Большедворского сельсовета.
В 1997 году в деревне Старина Большедворской волости проживали 4 человека, в 2002 году — 8 человек (все русские).
В 2007 году в деревне Старина Большедворского СП проживали 7 человек, в 2010 году — 5.

## География
Деревня расположена в северо-западной части района к северу от автодороги 41К-035 (Большой Двор — Самойлово).
Расстояние до административного центра поселения — 25 км.
Расстояние до ближайшей железнодорожной станции Большой Двор — 27 км.
Деревня находится на правом берегу реки Тихвинка.

## Демография
| 1997 | 2002 | 2007 | 2010 | 2017 |
| ---- | ---- | ---- | ---- | ---- |
| 4    | ↗8   | ↘7   | ↘5   | →5   |